# The Awakening (Melissa Etheridge)
The Awakening è il nono album discografico in studio della cantautrice statunitense Melissa Etheridge, pubblicato nel 2007.

## Tracce
Tutte le tracce sono di Melissa Etheridge.
1. All There Is – 1:03
2. California – 3:47
3. An Unexpected Rain – 6:56
4. Message to Myself – 3:25
5. God Is in the People – 1:58
6. Map of the Stars – 5:31
7. Threesome – 3:33
8. All We Can Really Do – 1:18
9. I've Loved You Before – 4:16
10. A Simple Love – 1:17
11. Heroes and Friends – 4:23
12. Kingdom of Heaven – 4:11
13. Open Your Mind – 5:13
14. The Awakening: The Universe Listened – 3:09
15. The Awakening: Imagine That – 3:00
16. The Awakening: What Happens Tomorrow – 6:18